# 本尼特斯普林斯 (密蘇里州)
本尼特斯普林斯（英語：Bennett Springs），又名布賴斯（Brice），是位於美國密蘇里州達拉斯縣及拉克利德縣的普查規定居民點。

## 歷史
本尼特斯普林斯的郵局於1899年設立，其後於1900年停運。

## 人口
根據2020年美國人口普查的數據，本尼特斯普林斯的面積為10.97平方千米，當中陸地面積為10.80平方千米，而水域面積為0.17平方千米。當地共有人口138人，而人口密度為每平方千米12.58人。